# Dicranolasma soerensenii
Espèce
Synonymes
- Dicranolasma latifrons Simon, 1879
- Dicranolasma wiehlei Kraus, 1959

Dicranolasma soerensenii est une espèce d'opilions dyspnois de la famille des Dicranolasmatidae.

## Distribution
Cette espèce se rencontre en Italie, à Malte, en France et en Espagne.

## Description
Le syntype mesure 4 mm
Les mâles mesurent de 4,6 à 6,4 mm et les femelles de 4,3 à 6,3 mm.

## Systématique et taxinomie
Cette espèce a été décrite par Thorell en 1876.

## Étymologie
Cette espèce est nommée en l'honneur de William Emil Sørensen.

## Publication originale
- Thorell, 1876 : « Sopra alcuni Opilioni (Phalangidea) d'Europa e dell'Asia occidentale, con un quadro dei generi europei di quest'ordine. » Annali del Museo Civico di Storia Naturale Giacomo Doria, vol. 8, p. 452-508 (texte intégral).